# Dean Huijsen
Dean Donny Huijsen Wijsmuller (Ámsterdam, 14 de abril de 2005) es un futbolista español. Juega de defensa y su equipo es el Real Madrid C. F. de la Primera División de España. Es internacional con la selección de España desde 2025. Con el compañero que más cómodo se sintió en la defensa fue con EHC
Es hijo del exfutbolista profesional Donny Huijsen.

## Trayectoria

### Inicios y etapa en Italia
Nació en Ámsterdam (Países Bajos) y se mudó a Málaga (España) a la edad de cinco años, donde comenzó a jugar al fútbol para el club de fútbol amateur Costa Unida C. F. en Marbella, Málaga. Jugó en la cantera del Málaga C. F. desde 2015, donde se formó por primera vez con el primer equipo a los quince años. En el verano de 2021 fichó por la cantera de la Juventus tras recibir el interés de varios clubes de fútbol, incluido el Real Madrid. El 22 de diciembre de 2022 disputó un amistoso siendo titular del primer equipo de la Juventus contra el HNK Rijeka croata durante el parón por la Copa del Mundo de 2022. Ocho días después volvería a disputar otro partido amistoso con el primer equipo, siendo esta vez suplente, y entrando en la segunda parte. Tras estos partidos fue ascendido de la cantera al equipo filial de la Juventus, la Juventus Next Gen. Posteriormente, Huijsen debutó como profesional el 8 de enero de 2023, siendo titular en la derrota de la Next Gen por 2 a 1 en liga contra el Pordenone Calcio. Fue amonestado en el minuto 7 y marcó de cabeza en el minuto 50 un gol que fue anulado por fuera de juego.
El 15 de febrero Huijsen marcó sus primeros goles como jugador profesional, un doblete en el partido de vuelta de las semifinales de la Copa Serie C contra el Calcio Foggia; el partido terminó con victoria de su equipo en tanda de penaltis.
En el mes de noviembre ascendió al primer equipo. En octubre debutó en un encuentro contra el A. C. Milan y en enero fue cedido a la A. S. Roma. Debutó con los giallorossi al día siguiente de su llegada, entrando como suplente en el empate 1-1 en casa contra el Atalanta B. C. El 5 de febrero, marcó su primer gol en la Serie A, en la decisiva victoria por 4-0 en el Olímpico contra el Cagliari Calcio. Disputó 14 partidos y marcó dos goles entre todas las competiciones.

### AFC Bournemouth
La siguiente temporada, se marchó definitivamente del conjunto turinés al ser traspasado al AFC Bournemouth, equipo con el que firmó por seis años, por una tarifa inicial de 15,2 millones de euros, que podría aumentar a 18,2 millones de euros.  Hizo su debut el 17 de agosto en un empate 1-1 contra el Nottingham Forest y ganó nueve duelos aéreos. El 5 de diciembre de 2024, marcó su primer gol para el club, con un remate de cabeza en la victoria en casa por 1-0 sobre el Tottenham Hotspur. En su única temporada en la Premier League, acumuló 34 apariciones, anotó tres goles y fue clave en la remontada del equipo, que ascendió hasta la décima posición en la tabla.
Real Madrid C.F.
Tras su primera campaña en Inglaterra, regresó a España después de ser fichado por el Real Madrid, que pagó alrededor de 58 millones de euros, en un compromiso firmado hasta el 30 de junio de 2030.
El 18 de junio de 2025 debuta con el conjunto blanco en el partido del Mundial de Clubes 2025 frente al conjunto de Arabia Saudita Al-Hilal que finalizó con 1-1 en el marcador. 
El 5 de julio de 2025 en el partido de cuartos de final frente al Borussia Dortmund cometió penalti en el minuto 90+6 sobre Guirassy siendo su primera expulsión con el conjunto madridista, el partido finalizó 3-2 a favor de los blancos significando el pase a semifinales frente al Paris Saint-Germain
El 8 de agosto de 2025 marcó su primer gol con la camiseta blanca en un partido de entrenamiento a puerta cerrada en la ciudad deportiva del Real Madrid disputado contra el CD Leganés el partido finalizó 4-1 a favor del conjunto blanco

## Selección nacional

### Selección neerlandesa
Ha representado a los Países Bajos en varias categorías inferiores de la selección nacional, con las selecciones sub-16, sub-17 y sub-18.
En mayo de 2022 fue incluido en la selección neerlandesa sub-17 que participó en el Campeonato Europeo Sub-17 de la UEFA 2022 en Israel, donde marcó dos penaltis en los partidos de la fase de grupos contra Francia y Polonia, y finalmente la Naranja acabó subcampeona tras perder contra la propia Francia en la final.

### Selección española
El 21 de febrero de 2024 recibió la nacionalidad española, siendo elegible para la selección de Luis de la Fuente. Debutó con la selección sub-21 de España en un amistoso ante Eslovaquia el 21 de marzo. El 18 de marzo de 2025 fue convocado por primera vez con la selección absoluta para disputar el partido de ida de los cuartos de final de la Liga de Naciones contra Países Bajos, del 20 de marzo, donde debutó al sustituir al lesionado Pau Cubarsí en la primera parte del partido, en el minuto 41'. Su actuación, a pesar de los constantes pitos de la afición local debido a su inclinación por la selección española, ayudó a España a empatar en Róterdam con un resultado de 2-2.

## Vida personal
Nació en Ámsterdam, pero su familia se trasladó a Marbella (España) cuando tenía cinco años. Es hijo de Donny Huijsen, que jugó en el Jong Ajax y tuvo una carrera profesional en la Eredivisie y la Eerste Divisie.
Es un reconocido aficionado del Málaga C. F.
Habla cuatro idiomas: español, neerlandés, inglés e italiano.

## Estadísticas

### Clubes
Actualizado al último partido disputado el 25 de mayo de 2025.
| Club                       | Div.          | Temporada     | Liga  | Liga  | Copas nacionales | Copas nacionales | Copas internacionales | Copas internacionales | Total | Total |
| Club                       | Div.          | Temporada     | Part. | Goles | Part.            | Goles            | Part.                 | Goles                 | Part. | Goles |
| -------------------------- | ------------- | ------------- | ----- | ----- | ---------------- | ---------------- | --------------------- | --------------------- | ----- | ----- |
| Juventus Next Gen · Italia | 3.ª           | 2022-23       | 16    | 1     | 3                | 2                | —                     | —                     | 19    | 3     |
| Juventus Next Gen · Italia | 3.ª           | 2023-24       | 11    | 0     | 0                | 0                | —                     | —                     | 11    | 0     |
| Juventus Next Gen · Italia | Total club    | Total club    | 27    | 1     | 3                | 2                | 0                     | 0                     | 30    | 3     |
| Juventus de Turín · Italia | 1.ª           | 2023-24       | 1     | 0     | —                | —                | —                     | —                     | 1     | 0     |
| Juventus de Turín · Italia | Total club    | Total club    | 1     | 0     | 0                | 0                | 0                     | 0                     | 1     | 0     |
| A. S. Roma · Italia        | 1.ª           | 2023-24       | 13    | 2     | 1                | 0                | 0                     | 0                     | 14    | 2     |
| A. S. Roma · Italia        | Total club    | Total club    | 13    | 2     | 1                | 0                | 0                     | 0                     | 14    | 2     |
| AFC Bournemouth Inglaterra | 1.ª           | 2024-25       | 32    | 3     | 4                | 0                | —                     | —                     | 36    | 3     |
| AFC Bournemouth Inglaterra | Total club    | Total club    | 32    | 3     | 4                | 0                | 0                     | 0                     | 36    | 3     |
| Real Madrid C. F. · España | 1.ª           | 2024-25       | —     | —     | —                | —                | 5                     | 0                     | 5     | 0     |
| Real Madrid C. F. · España | Total club    | Total club    | 0     | 0     | 0                | 0                | 5                     | 0                     | 5     | 0     |
| Total carrera              | Total carrera | Total carrera | 73    | 6     | 8                | 2                | 5                     | 0                     | 86    | 8     |